# Coelorinchus mediterraneus
Coelorinchus mediterraneus är en fiskart som beskrevs av Akitoshi Iwamoto och Ungaro 2002. Coelorinchus mediterraneus ingår i släktet Coelorinchus och familjen skolästfiskar. IUCN kategoriserar arten globalt som livskraftig. Inga underarter finns listade i Catalogue of Life.